# Nemčavci
Nemčavci – wieś w Słowenii, w gminie miejskiej Murska Sobota. W 2018 roku liczyła 251 mieszkańców. 